# 楊文明 (嘉靖進士)
楊文明（？—？），字仲謨，江西南昌府南昌縣人，民籍，明朝政治人物。

## 生平
嘉靖四十年（1561年）辛酉科江西鄉試第六十名舉人。嘉靖四十一年（1562年）中式壬戌科會試第二百八十八名，三甲第六十三名進士。歷官南京刑部郎中，隆慶二年（1568年）十月升廣東按察司佥事，四年調任廣西佥事，五年九月升貴州右參議，六年（1572年）八月調任廣西，以回避回籍，萬曆元年（1573年）四月起補四川右參議。

## 家族
曾祖楊偉常；祖父楊用中，縣主簿；父楊汝瑞，光祿寺署丞。母熊氏。